# Mecicobothriidae
Mecicobothriidae là một họ nhện thuộc bộ Araneae. Họ này có phân họ và 4 chi, tổng cộng có 9 loài.

## Chi và loài
Hexura Simon, 1884
- Hexura picea Simon, 1884 — USA
- Hexura rothi Gertsch & Platnick, 1979 — USA

Hexurella Gertsch & Platnick, 1979
- Hexurella apachea Gertsch & Platnick, 1979 — USA
- Hexurella encina Gertsch & Platnick, 1979 — Mexico
- Hexurella pinea Gertsch & Platnick, 1979 — USA
- Hexurella rupicola Gertsch & Platnick, 1979 — USA

Mecicobothrium Holmberg, 1882
- Mecicobothrium baccai Lucas et al., 2006 — Brazil
- Mecicobothrium thorelli Holmberg, 1882 — Argentina, Uruguay

Megahexura Kaston, 1972
- Megahexura fulva (Chamberlin, 1919) — USA

## Hình ảnh

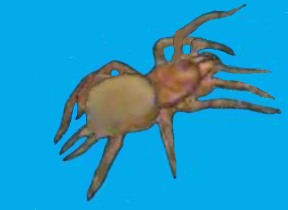